# Stamat Ikonomow

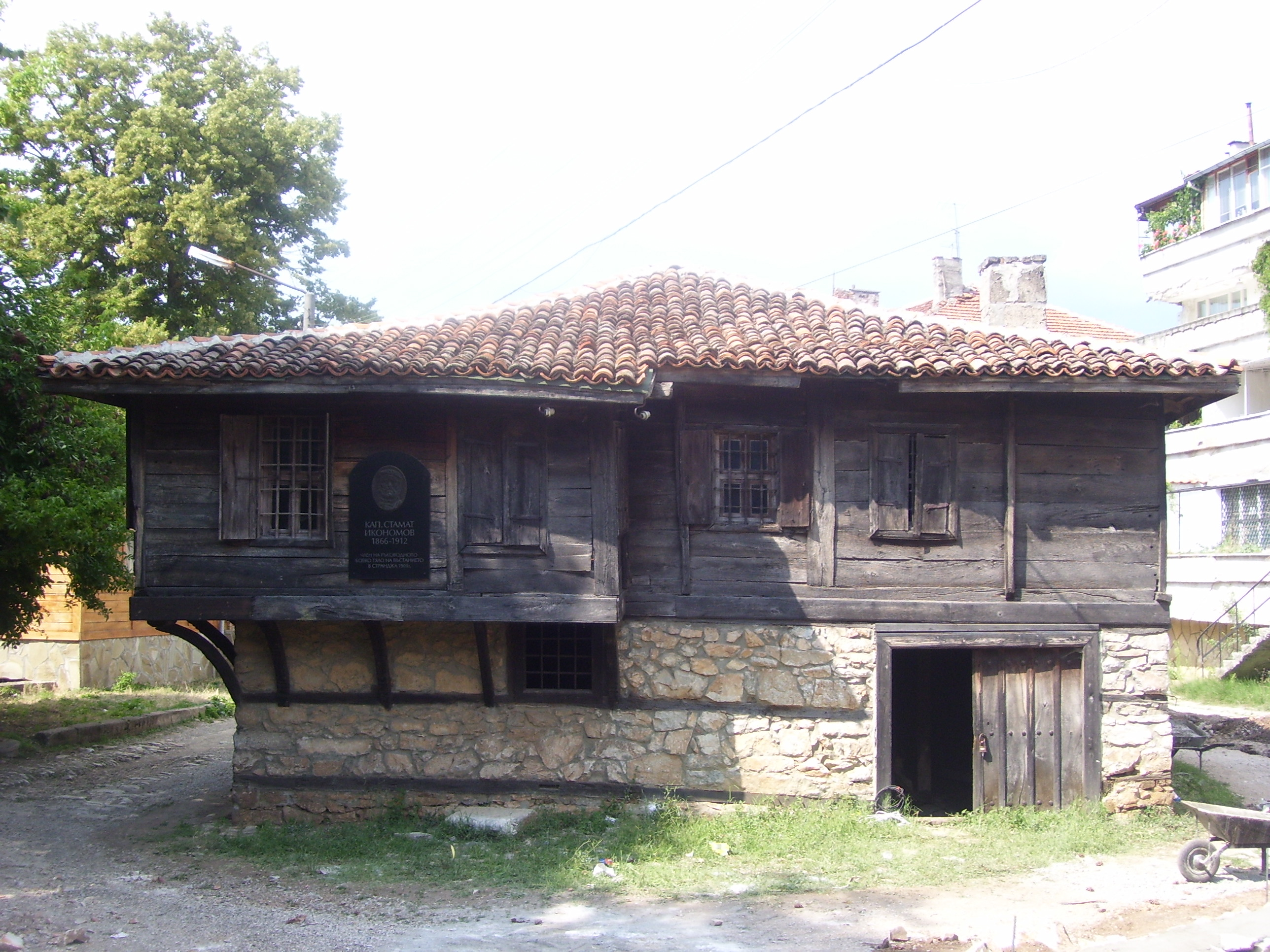
Ikonomows Geburtshaus in Malko Tarnowo

Stamat Georgiew Ikonomow (auch Stamat Georgiev Ikonomov geschrieben, bulgarisch Стамат Георгиев Икономов; * 18. Juni 1866 in Malko Tarnowo, damals Osmanisches Reich; † 12. September 1912 in Sofia, Bulgarien) war ein bulgarischer Revolutionär und Freiheitskämpfer und gilt als eine führende Persönlichkeit der BMARK (Bulgarische Makedonisch-Adrianopeler Revolutionäre Komitees/Български Македоно-Одрински революционни комитети, einer Vorläuferorganisation der IMRO) in Makedonien und Thrakien. Er leitete neben Michail Gerdschikow und Lasar Madscharow die Vorbereitungen und führte Kampfhandlungen der Organisation während des Ilinden-Preobraschenie-Aufstandes in der „7. revolutionären Region“, die Ostthrakien einschloss, an.

## Leben
Stamat Ikonomow wurde in der im Strandscha-Gebirge gelegenen Stadt Malko Tarnowo geboren. Dort besuchte er die bulgarische Zellenschule – eine Art Grundschule und die einzige Möglichkeit eine bulgarische Schulbildung im Osmanischen Reich zu bekommen. Nach dem Abschluss der Grundschule wurde er von seinen Eltern in das mittlerweile teilbefreite Bulgarien, nach Warna gesandt, wo er ein Gymnasium besuchte. Nach der Erlangung der Mittleren Reife zog er nach Sofia, wo er sich in der neu gegründeten Militärakademie einschrieb. 1885 nahm er als Junker am Serbisch-Bulgarischen Krieg teil. Als Ikonomow 1887 seine militärische Ausbildung absolviert hatte, wurde er zum Hauptmann ernannt, worauf er in der Bulgarischen Armee diente, und befehligte nacheinander das 3. Kavallerie-Regiment, das 10. Infanterie-Regiment und das 22. Infanterie-Regiment.
1900 trat Stamat Ikonomow aus der Armee aus und der BMARK bei. Dank seiner militärischen Ausbildung und Ortskenntnisse im Strandscha-Gebirge wurde er schnell zur führenden Persönlichkeit innerhalb der Organisation, die Anfang 1903 beschloss, einen groß angelegten Aufstand in Makedonien und Thrakien zu wagen. Im Frühling 1903 schulte Ikonomow die Kämpfer der größten Tscheta in der „7. revolutionären Region“ und der Todesmilizen nahe dem Dorf Gegre bunar (heute Rossenowo). Gemeinsam mit den Kämpfern nahm er im August am Petrowa-Niwa-Kongress teil.
Auf dem Kongress wurde Ikonomow neben Michail Gerdschikow und Lasar Madscharow zum militärischen Anführer (bulg. главен войвода = Hauptwojwoda) der Aufständischen in der 7. revolutionären Region gewählt. Dabei wurden auch der Tag und die genauere Zeit des Losschlagens festgelegt, 19. August 1903, der Verklärung-des-Herrn-Tag um drei Uhr morgens. Als der Aufstand ausbrach, wurde die Strandscha-Republik ausgerufen. In dieser Zeit befehligte Ikonomow eine 100 Mann starke Tscheta in der Region um Pınarhisar, wo sie das Dorf Uzunköy angriffen. In den ersten Tagen des Aufstandes gelang es den Aufständischen, von der bulgarischen Grenze her aus dem Norden bis nach Lozengrad im Süden vorzustoßen und somit ein großes Gebiet von der osmanischen Herrschaft zu befreien. Stamat Ikonomow war für die Südhänge des Gebirges zuständig, um eventuellen Nachschub und Verstärkung der türkischen Armee zu verhindern. Dabei führte er Kampfhandlungen gegen die Garnison der Stadt Vize an, die er schließlich einnehmen konnte.
Der Aufstand und die freie Republik dauerten jedoch nur 20 Tage, bis die türkische Regierung den rund 26.000 Aufständischen 350.000 türkische Soldaten mit Artillerie und Kavallerie und eine unbestimmte Zahl von Freischärlern (Başı Bozuk) entgegenschickte.
In Makedonien und Thrakien waren unter den Todesopfern auch 5.000 – 15.000 Zivilisten, 200 Dörfer wurden dem Erdboden gleichgemacht, 12.000 Häuser verbrannt, 70.000 Menschen wurden obdachlos, Zehntausende flohen in die benachbarten Länder, u. a. 30.000 nach Bulgarien. Größte Flüchtlingsstadt war Burgas am Schwarzen Meer. Dennoch kam es auch in den Folgejahren immer wieder zu Guerilla-Aktionen. In den letzten Tagen des Aufstands griff die reguläre türkische Armee in der Gegend Petrowa Niwa mehr als 3.000 Kinder, Frauen, und Alte an, bei denen es sich um bulgarische Flüchtlinge handelte. Das Massaker wird noch heute von der Türkei bestritten. Nach der blutigen Niederschlagung des Aufstandes sicherte Stamat Ikonomow zunächst die Flüchtlingskonvois Richtung Bulgarien ab und später deren Versorgung dort (s. Thrakische Bulgaren).
1904 während des Warna-Kongress der BMARK wurde Stamat Ikonomow zum Mitglied des Auslandsvorstandes des Edirne-Revolutionären Komitee (ERK) gewählt. Als solcher nahm er 1905 als Delegierter am Rila-Kongress der BMARK teil.
1906 befehligt er erneut mehrere Tschetas, mit denen er die bulgarisch-türkische Grenze bei Edirne überschritt und in Gefechte mit türkischem Militär in Ostthrakien verwickelt war.
Nach der Jungtürkischen Revolution 1908 kehrte Ikonomow zunächst nach Ostthrakien (Edirne) zurück, wo er als Mitglied des Vorstandes des ERKs bestätigt wurde. Als sich jedoch auch die neue türkische Regierung gegen die Bulgaren und ihre Freiheiten wandte, floh er in das unabhängige Bulgarien zurück. 1912 verstarb Stamat Ikonomow in Sofia an einer Krankheit.